# NGC 5464
NGC 5464 este o emission-line galaxy⁠(d) situată în constelația Hidra. A fost descoperită în 30 martie 1835 de către John Herschel. Se află la o distanță de 26 de megaparseci de Pământ.